# 週刊少年ハチ
『週刊少年ハチ』（しゅうかんしょうねんハチ）は増田英二による日本の漫画作品。『週刊少年チャンピオン』（秋田書店）にて、2018年9号（同年1月25日発売）から同年52号（11月22日発売）まで連載。マンガ家を目指す専門学校を舞台とし、マンガ家を目指す少年少女を描く青春物語。単行本1巻と2巻は、2018年7月6日に同日発売された。
増田は、自身が漫画専門学校の出身であり、自分が漫画業界に関わることができたのは、漫画専門学校に通っていたためだと考えているが、漫画専門学校の事を良く言ってる人と出会ったことがほとんどなかった。漫画専門学校出身だからこそ描けるものがあるのではないかと考えたのが、本作執筆のきっかけとなっている。
『読売新聞』の「本よみうり堂」の書評では、類似する先行作品として『バクマン。』（原作:大場つぐみ、作画:小畑健）と比べて、少年誌の主人公らしいキャラクターを追求している点を本作の特徴に挙げ、「ありそうでなかった熱血マンガ」と評している。

## あらすじ
八坂八起、通称ハチは、野球マンガ『諸晴白球少年団』に憧れて野球部に入部したが卒業まで活躍できなかった。新たに漫画家になることを目標として、完全競争主義の専門学校「鬼ヶ浜まんが学園」へ通い始める。
少年漫画雑誌の新人賞を獲得し、掲載実績もあるミケこと三ケ矢桃真は幼なじみのミャーコが「面白い」と評したネームを書いたハチに対抗心を燃やす。ハチもミケにライバル宣言するが、実力の伴わないハチは学園最低のEランクからスタートすることになった。
Eランク担任の淵間は、Eクラスを「夢追い人処理場」と呼び、Eランク生徒の半数を退学させることを宣言する。淵間の出した課題はEランク生徒をチームに分け、SNSで「いいね」の獲得数を競わせる「いいね合戦」だった。最下位のチームは退学となる。これに反発したハチは1位を取れなければ退学という約束をかわしてしまう。
当初はイラスト、リレー漫画をSNSに投稿していたが、漫画とは何の関係もない猫の写真が多くの「いいね」を集めたことから、「何でもあり」の様相を呈して行く。

## 主な登場人物
八坂 八起（やさか はちき）
あだ名は「ハチ」。
三ケ矢 桃真（みけや とうま）
通称「ミケ」。さらさらロングヘアで、初見で美少女と勘違いした人物はハチを筆頭に多数いる。
『週刊少年チャンプ』で新人賞を獲得し、作品が掲載された実績を持つが、ミャーコからは「面白い」と評されたことがない。
父親も漫画家であり、その影響でプロの漫画家を目指している。
最初のランク分けではAランク。

### 鬼ヶ浜まんが学園
ミャーコ
ミケとよく一緒にいる少女。髪を蝶々の髪飾りでひとつまとめの三つ編みにした眼鏡っ娘。
最初のランク分けでは、ミケと共にAランク。
茨城 アリス（いばらき アリス）
2年。学園No.2。Aランク。ハチをアシスタントに雇って、無償でこき使う。
猿島 空悟（さるしま くうご）
通称「サル」。高校時代からのハチの友人。最初のランク分けではCランク。

#### Eランク

##### Eランク第6班
猪原 蘭 （いのはら らん）
常に明るい天真爛漫な少女。
最終話では半田をネタにしたような「がんばれ半田ちゃん」で新人賞佳作を受賞している。
半田 笹美（はんだ ささみ）
パンダの被り物を頭に被っているが、素顔はお団子ヘアの可愛らしい少女。極度の人見知りだが、イラストの画力は高い。
新人賞の最終選考までは残っているが、最終話の時点では受賞は果たしていない。
鬼灯 赤太郎（ほおづき あかたろう）
Eランク唯一の2年。アリスの幼馴染み。

##### Eランク生徒
田沼（たぬま）
間宵（まよい）

#### 教師
東雲 マリア（しののめ マリア）
常に笑みを絶やさない穏やかな性格の和装美女だが、常にヘルメットを被り、和装の上から革ジャンを肩にかけている。
淵間 大介（えんま だいすけ）
Eランク担当教師。かつては漫画家であり別名で『諸晴白球少年団』を描いていた。
増田は、淵間のようなタイプは、これまで描いてきたことのなかったキャラクターであり、「描いていて新鮮味がある」とインタビューで述べている。

## 書誌情報
- 増田英二『週刊少年ハチ』秋田書店〈少年チャンピオン・コミックス〉、全5巻
  1. 2018年7月6日発売、ISBN 978-4-253-22886-2
  2. 2018年7月6日発売、ISBN 978-4-253-22887-9
  3. 2018年10月5日発売、ISBN 978-4-253-22888-6
  4. 2018年12月7日発売、ISBN 978-4-253-22889-3
  5. 2019年1月8日発売、ISBN 978-4-253-22326-3